# 鹿取克章
鹿取 克章（かとり よしのり、1950年2月15日 - ）は、日本の外交官。外務省領事局長、外務報道官、ASEAN担当特命全権大使、駐インドネシア特命全権大使等を経て、外務省参与。

## 人物
東京都出身。神奈川県立湘南高等学校を経て、1973年に一橋大学経済学部を卒業し、外務省入省。
2005年民間出身の高島肇久の後任として外務報道官就任。外務報道官として上海総領事館員自殺事件やドミニカ移住者問題などの対応に当たった。
上海総領事館員自殺事件については、2005年12月28日の緊急記者会見で、中華人民共和国公安部関係者によるウィーン条約上の義務に反する「遺憾な行為」があったと考え、中国側に抗議した旨を述べた。
2008年にはASEAN担当の特命全権大使に就任、豊田正和（内閣官房参与、元経済産業審議官）とともに、総理特使として、フィリピン、ラオス、シンガポール、インドネシア、ベトナム、カンボジア、マレーシア、インド、大韓民国、タイ、中華人民共和国に派遣され、各国の首脳と会談を行った。駐インドネシア特命全権大使を経て、外務省参与、東京ガス取締役、エルエスエイチアジア奨学会会長、日墺協会会長、日韓文化交流基金理事長、イオンワンパーセントクラブ理事。
2024年、瑞宝重光章受章。
父は元駐ソ大使・駐中国大使の鹿取泰衛。

## 略歴
- 東京都出身
- 1969年 神奈川県立湘南高等学校卒業
- 1973年 一橋大学経済学部卒業、外務省入省
- 1974年-1976年 ドイツ語研修（フライブルク大学）[10]
- 1976年-1978年 在ドイツ連邦日本国大使館三等書記官
- 1989年 在ドイツ連邦日本国大使館参事官
- 1992年 北米局安全保障課長
- 1993年 北米局日米安全保障条約課長
- 1994年 大臣官房報道課
- 1996年 内閣官房内閣審議官（沖縄問題担当）
- 1997年 ミュンヘン総領事
- 2000年 在大韓民国特命全権公使（総括）
- 2002年 大臣官房審議官
- 2003年 大臣官房領事移住部長
- 2004年 領事局長
- 2005年 外務報道官
- 2006年8月1日 駐イスラエル特命全権大使
- 2008年10月 特命全権大使（ASEAN担当）
- 2009年7月 特命全権大使（ASEAN 兼 科学技術協力担当）
- 2010年4月 外務省研修所長
- 2011年3月 駐インドネシア特命全権大使
- 2014年 退官、外務省参与（査察担当）[11]
- 2015年 東京ガス取締役、一般財団法人CHIKYUJIN留学生支援機構会長
- 2022年9月 日韓文化交流基金理事長[12]

## 同期
- 河野雅治（11年駐伊大使・09年駐露大使・07年外務審議官・05年総合外交政策局長）
- 塩尻孝二郎（11年EU大使・08年駐インドネシア大使・05年外務省大臣官房長）
- 天野万利（07年OECD事務次長）
- 塩崎修（08年駐ホンジュラス大使）
- 坂場三男（08年駐ベトナム大使・06年外務報道官・中南米局長）
- 伊藤哲雄（09年駐ハンガリー大使・05年駐カザフスタン大使）
- 加来至誠（11年駐ホンジュラス大使、07年駐エルサルバドル大使）
- 杉本信行（01年上海総領事）
- 鈴木一泉（10年駐コロンビア大使）
- 中村滋（11年駐マレーシア大使・06年駐サウジアラビア大使・04国際情報統括官）
- 岩谷滋雄（10年駐オーストリア大使・07年駐ケニア大使）
- 黒田義久（10年駐ウズベキスタン大使）
- 並木芳治（10年駐コスタリカ大使）
- 塩口哲朗（11年駐ベネズエラ大使・08年駐ヨルダン大使・06年国際協力銀行理事・04年駐コートジボワール大使）
- 水野達夫（07年駐ネパール大使）
- 堀江正彦（07年駐マレーシア大使・04年駐カタール大使）
- 神谷武（11年駐パラグアイ大使・08年駐アルジェリア大使）
- 岡田眞樹（11年駐タンザニア大使・09年農畜産業振興機構理事）
- 小林正雄（11年駐ガボン大使・10年官房調査官）
- 佐藤博史（12年駐キューバ大使）
- 川原英一（13年駐グアテマラ大使）
- 吉田潤（13年駐モーリタニア大使）

## 著作
- 「多様性と厳しい現実で育まれたイスラエル性（特集 建国60年を迎えたイスラエル）」（外交フォーラム 21（12）（通号245）、2008年12月）
- 『神のマントが翻るとき:東西ドイツ統一と冷戦構造の崩壊』武田ランダムハウスジャパン (2010/8/31)
- 『東アジアの平和と繁栄に向けて』かまくら春秋社 (2020/11/20)